# Audrey Marks

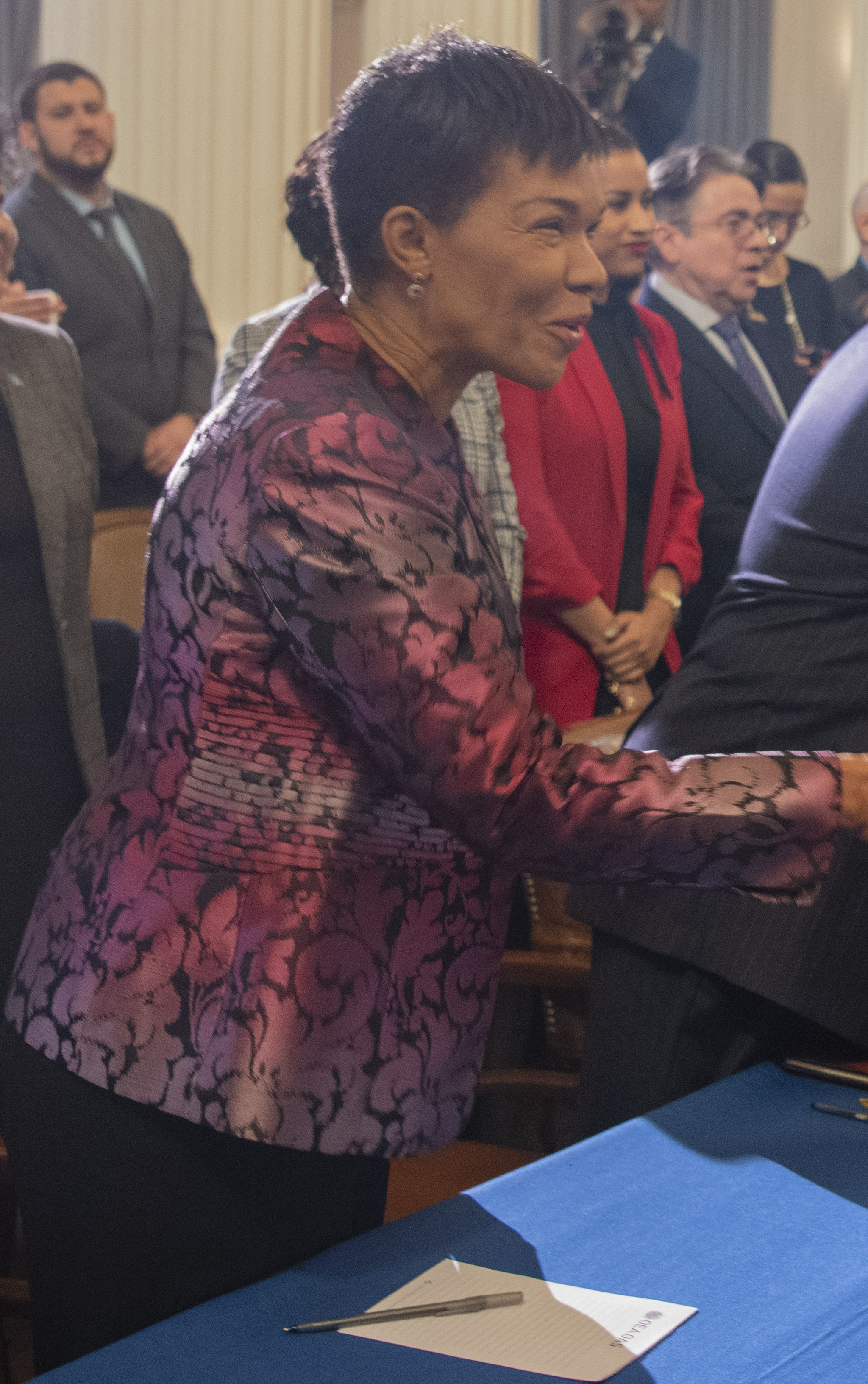
Audrey Marks (2020)

Audrey Patrice Marks (* in Saint Mary) ist eine jamaikanische Unternehmerin und Diplomatin. Sie ist seit Mai 2010 jamaikanische Botschafterin in Washington, USA.

## Leben
Marks besuchte die Immaculate Conception und die Marymount Highschool. Sie studierte an der University of the West Indies in Mona und an der Nova Southeastern University in Florida. Sie erwarb Bachelor- und Master-Abschlüsse in Betriebswirtschaftslehre. 
Sie gründete und führte mehrere Unternehmen, darunter eine Farm, die Bananen für den Export produzierte, ein Transportunternehmen, ein Immobilienentwicklungs- und Verkaufs-Unternehmen und eine Kapitalanlagegesellschaft. Im Jahr 1997 gründete sie Paymaster (Jamaica) Limited und führte das Finanztransaktionsunternehmen mit 150 Agenturen in Jamaika und mehr als 400 Angestellten als CEO. Daneben war sie Präsidentin der American Chamber of Commerce of Jamaica.
Seit Mai 2010 ist sie Botschafterin Jamaikas in den USA und Ständige Repräsentantin Jamaikas bei der Organisation Amerikanischer Staaten.
Marks ist verheiratet und Mutter von zwei Kindern.